# Schola Cantorum Bialostociensis
Schola Cantorum Bialostociensis – chór żeński przy Zespole Szkół Muzycznych im. I.J. Paderewskiego w Białymstoku, założony przez prof. Violettę Bielecką. Współpracuje z Filharmonią Podlaską w Białymstoku. Obecnie prowadzi go dr Anna Olszewska.

## Historia
Chór został założony w 1987 roku przez prof. Violettę Bielecką, która była także jego dyrygentem w latach 1987–2006. W 2006 roku dyrygentem została Inga Poškute (absolwentka Litewskiej Akademii Muzycznej Wydział w Kownie).
W swojej historii zespół wziął udział m.in. w:
- Międzynarodowym Festiwalu Muzyki Sakralnej „Gaude Mater” w Częstochowie (1991, 1995),
- VIII Laboratorium Muzyki Współczesnej w Białymstoku,
- Międzynarodowych Spotkaniach Chóralnych w Bydgoszczy (1995, 1998),
- prawykonaniu cyklu Krzesimira Dębskiego – Muzyka do wierszy W. Szymborskiej wraz z orkiestrą Małej Filharmonii pod dyrekcją Krzesimira Dębskiego (1997),

## Osiągnięcia
- 1989 – Ogólnopolski Turniej Chórów „Legnica Cantat” – główna nagroda im. H. Karlińskiego w kategorii chórów młodzieżowych,
- 1991 – Międzynarodowy Konkurs Pieśni Chóralnej w Anheim (Holandia) – IV miejsce
- 1992 – Ogólnopolski Turniej Chórów „Legnica Cantat” – nagroda specjalna przewodniczącego jury Józefa Świdra,
- 1993 – Międzynarodowy Konkurs Chóralny w Limburgu – III miejsce w kategorii muzyki ludowej,
- 1993 – Międzynarodowy Konkurs Europejskiej Unii Radiowej w Toronto (Kanada) „Let the peoples sing” – III miejsce w kategorii chórów młodzieżowych,
- 1996 – Międzynarodowy Festiwal Pieśni Chóralnej w Międzyzdrojach – konkurs „Współczesna Muzyka Chóralna” – I miejsce i złoty medal, nagroda Prezesa Polskiego Radia w Warszawie,
- 1997 – Ogólnopolski Turniej Chórów „Legnica Cantat” – główna nagroda im. H. Karlińskiego w kategorii chórów szkolnych i młodzieżowych oraz nagroda Wojewody Wałbrzyskiego za wzorcową kulturę brzmienia,
- 1997 – Międzynarodowy Konkurs Europejskiej Unii Radiowej w Toronto (Kanada) „Let the peoples sing” – III miejsce w kategorii chórów młodzieżowych,
- 1998 – nagroda Ministra Kultury i Sztuki za upowszechnianie kultury,
- 2007 – nagroda GRAND PRIX na I Ogólnopolskim Festiwalu Pieśni Maryjnej w Częstochowie.
- 2008 – Złoty Dyplom w kategorii chórów świeckich na III Ogólnopolskim Konkursie „Ars Liturgica” w Gnieźnie. Nagroda Specjalna Starosty Gnieźnieńskiego.

## Nagrania
- 1992 – Płyta Jubileuszowa V-lecie istnienia zespołu (muzyka chóralna L. Betteridge, G. Gastoldi, E. Bruning, B. Zerafa, G. Verdi, J. Świder, R. Padlewski, M. Durufle, J. Łuciuk, A. Koszewski, J.P. Vaccaro),
- 1996 – 3 Międzynarodowe Spotkania Chóralne Bydgoszcz (utwory chóralne Wł. Sołtysik, C.A. Cui, J. Świder, J. Łuciuk, M. Sawa, A. Koszewski),
- 1998 – Muzyka Organowa i Chóralna (P. Łukaszewski – Stabat Mater),
- 2000 – Ogólnopolski Turniej Chórów LEGNICA CANTAT (A. Koszewski – Enigma),
- 2001 – Gaude Mater 3 (J. Świder – Missa Angelica, Violetta Bielecka – sopran, Orkiestra Filharmonii Białostockiej, dyrygent Mirosław J. Błaszczyk),
- 2002 – Chór Żeński „Schola Cantorum Bialostociensis” płyta wydana z okazji Jubileuszu 15-lecia chóru,
- 2005 – M. Bembinow „Res Tua”.